# 지방도 제349호선
지방도 제349호선은 강원특별자치도 원주시 문막읍 반계리 동수교 북단과 경기도 양평군 청운면 갈운리를 잇는 경기도의 지방도이다.

## 연혁
- 2005년 3월 28일 : 기존 지방도 제349호선인 '구파발 ~ 장흥선'을 폐지[2]
- 2005년 3월 28일 : 지방도 제349호선을 새로 지정[3]
- 2006년 10월 2일 : 도전 ~ 단석간 도로(여주군 강천면 도전리 ~ 양평군 양동면 단석리) 6.2km 구간 개통[4]
- 2008년 1월 11일 : 지방도 제328호선의 강원도 구간인 '문곡 ~ 단월선' 구간이 이 지방도에 편입[5]

## 주요 경유지

### 강원도
- 원주시
  - 문막읍 동수교북단 - 반계저수지 - 반계리

### 경기도
- 여주시
  - 강천면 도전리 - 탑전교 - 도전삼거리 - 도전교 - 북내초등학교 도전분교 - 심천교 - 도전 교차로 - 황골터널(485m)

- 양평군
  - 양동면 황골터널(485m) - 진동1교 - 진동2교 - 단석리 - 안산교 - 동양평 나들목 - 단석2교 - 단석 교차로 - 쌍학리 - 우회도로삼거리 - 을미의병교 - 의병교삼거리 - 양동초등학교 - 석곡리 - 비안고개 - 금왕리 - 점말 - 몰운고개
  - 청운면 몰운고개 - 갈운리 - 몰운교 - 갈운3리입구

## 도로명
강원도
- 원주시 문막읍 반계리 동수교 북단 ~ 반계리 : 원양1로

경기도
- 여주시 강천면 도전리 ~ 양평군 양동면 단석 교차로 : 원양1로
- 양평군 양동면 단석 교차로 ~ (점말) : 양동로
- 양평군 양동면 (점말) ~ 청운면 몰운교 북단 : 몰운고갯길

## 같이 보기
- 지방도 제319호선